# Palazzo Massandra
Il Palazzo Massandra era una residenza dell'Imperatore Alessandro III di Russia a Massandra, nella costa sud della Crimea.

## Storia
La costruzione dell'edificio è iniziata nel 1881 ed è stata finanziata dal figlio di Michail Semënovič Voroncov, Semyon Mikhailovič, che era recentemente tornato dalla guerra russo-turca del 1877-78. La costruzione del palazzo, inizialmente disegnata dall'architetto francese Étienne Bouchard in stile Luigi XIII, fu presto sospesa dopo la morte del principe Semyon Mikhailovič Vorontsov.
Nel 1889 il palazzo, ancora incompleto, fu acquistato dall'Agenzia dei Domini Imperiali russi (vedi Удельное ведомство) per Alessandro III della Russia. La costruzione è stata rinnovata su disegno dell'architetto russo Maximilian Messmacher. Dopo averlo terminato, è diventata una delle residenze imperiali ufficiali, tuttavia nessun membro della famiglia imperiale era mai rimasto nella residenza durante la notte, preferendo piuttosto il vicino Palazzo Livadia.
Dopo la Rivoluzione d'Ottobre e prima della Seconda Guerra Mondiale, la residenza fu utilizzata come sanatorio governativo per la "Salute Proletaria" delle persone affette da tubercolosi.
Dopo la Seconda Guerra Mondiale fu usato come cottage di Stato (dacia) sotto il nome di "Stalinskaya".
Dopo la caduta dell'Unione Sovietica, il Palazzo Massandra è stato utilizzato come una delle residenze ufficiali ucraine, nella quale sono stati anche firmati gli Accordi di Massandra nel 1993.
Nel 2014, dopo l'annessione russa della Crimea, la residenza è stata rilevata dall'Amministrazione per gli Affari Presidenziali russi.

## Galleria d'immagini

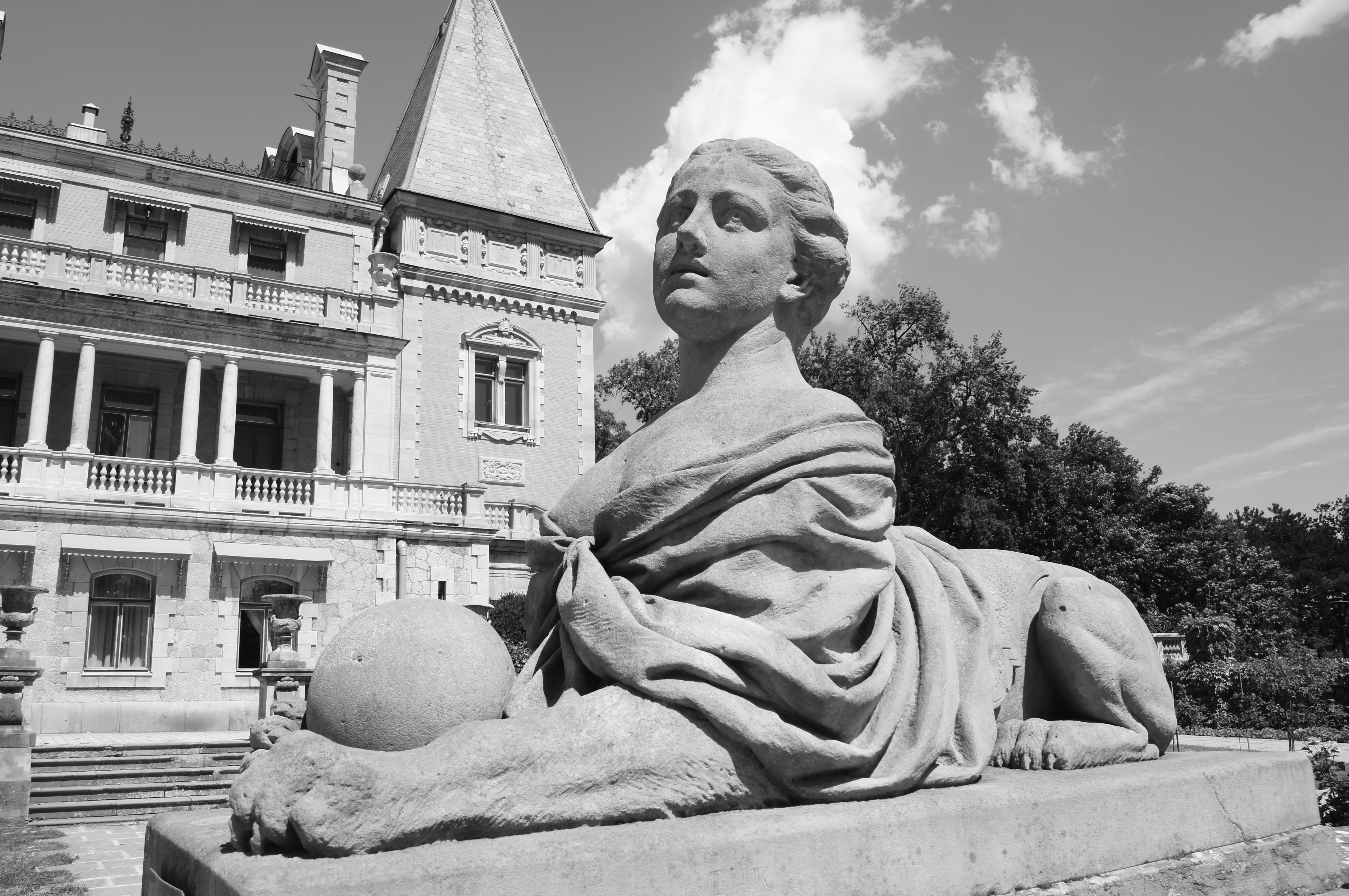
La sfinge
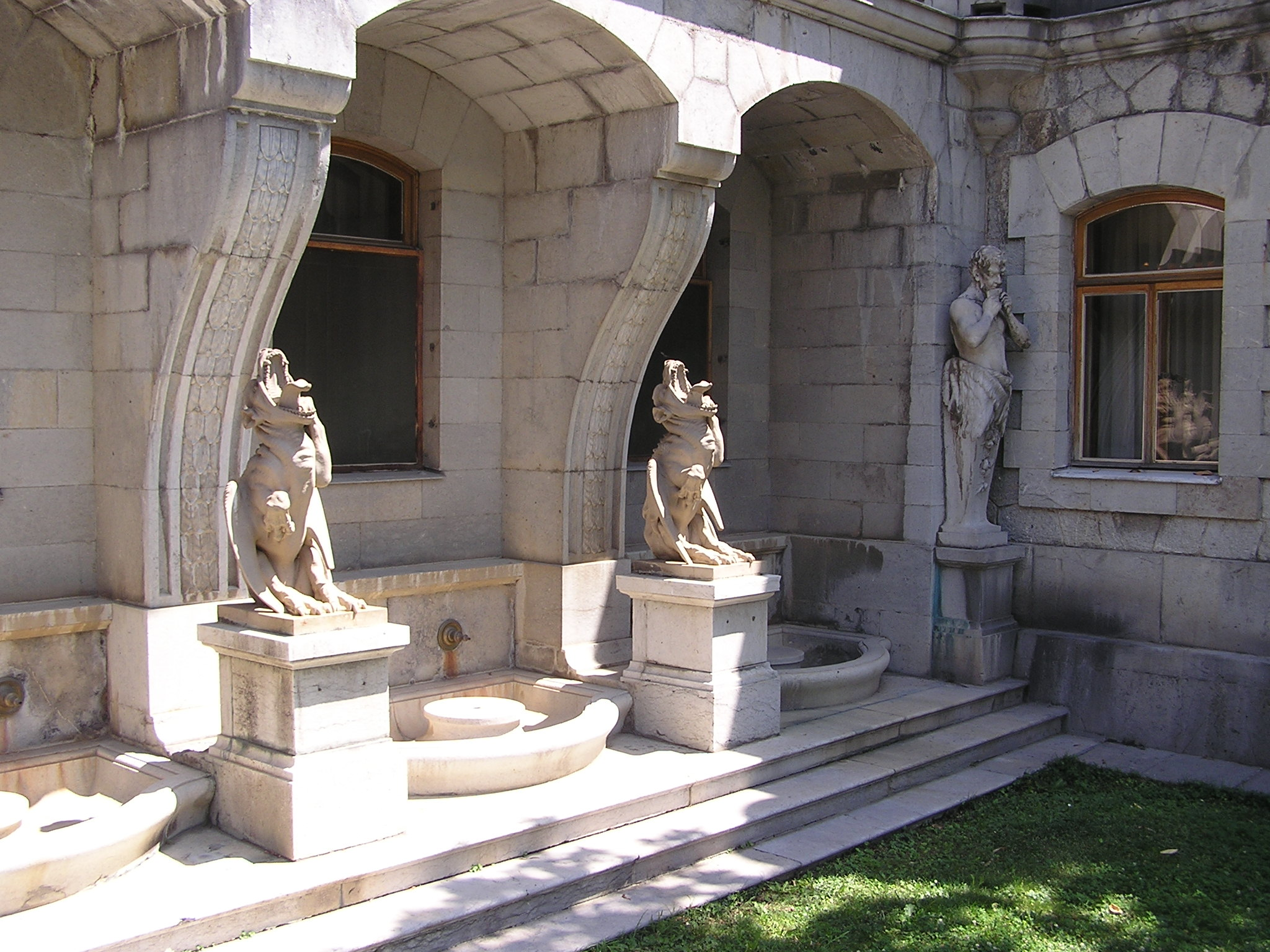
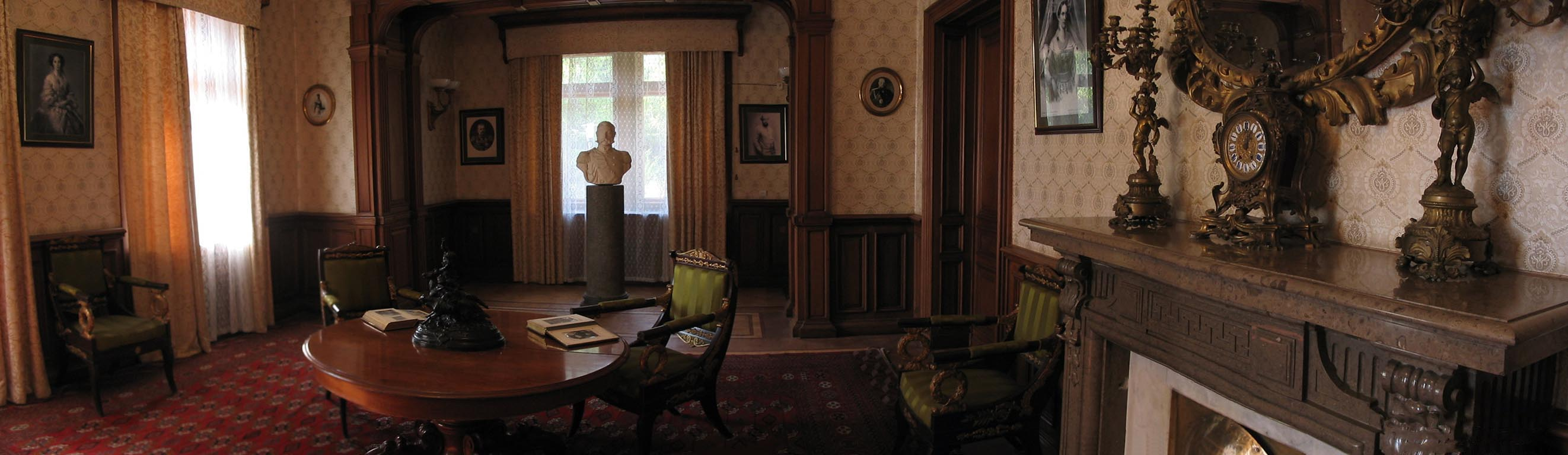
Interni
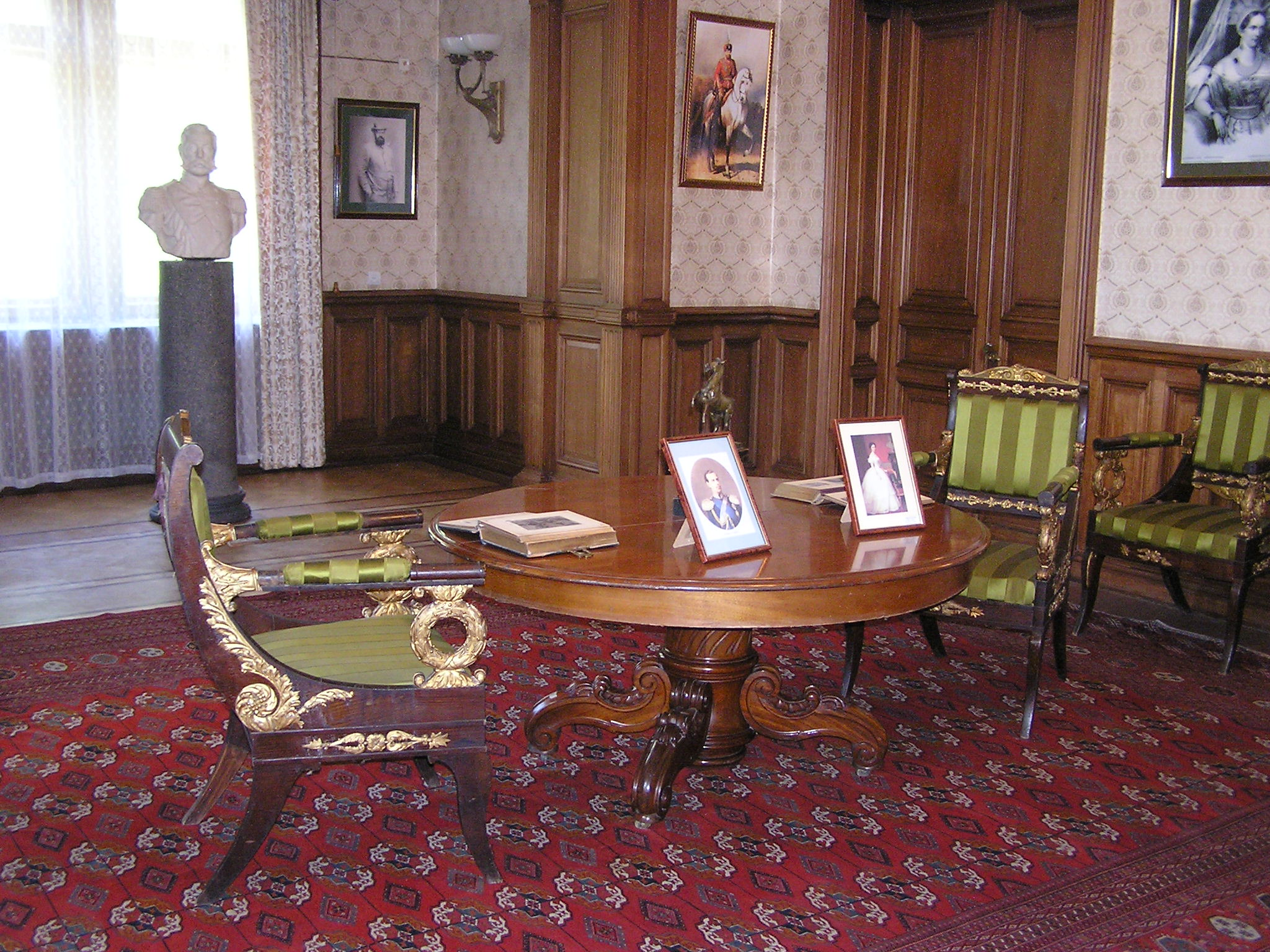
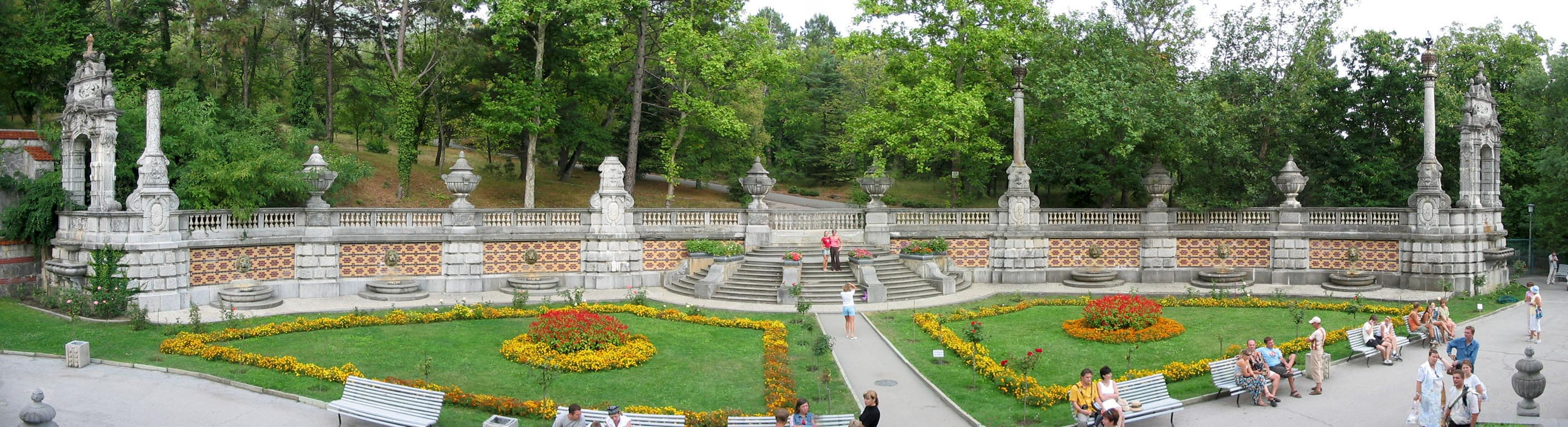
I giardini
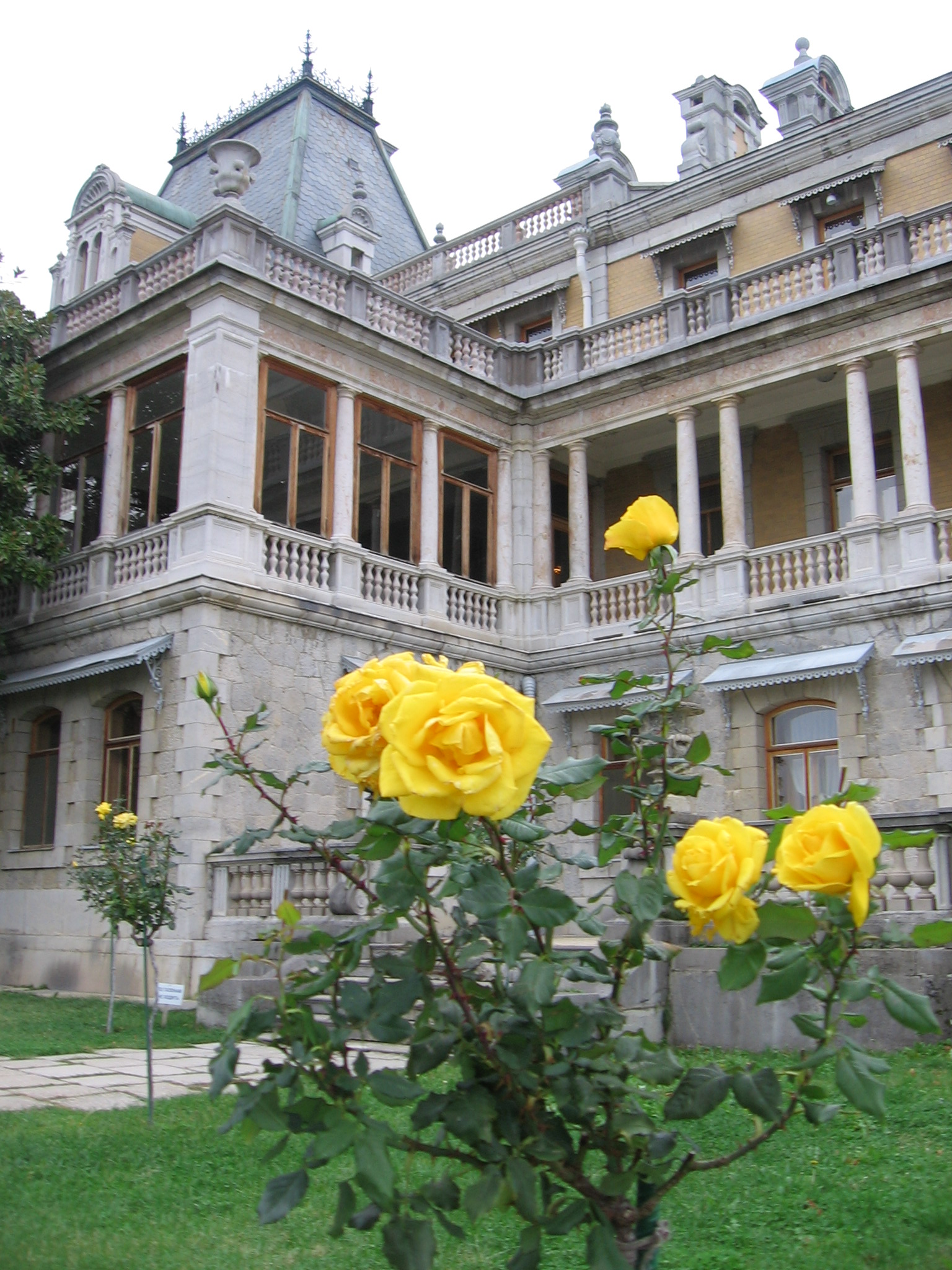
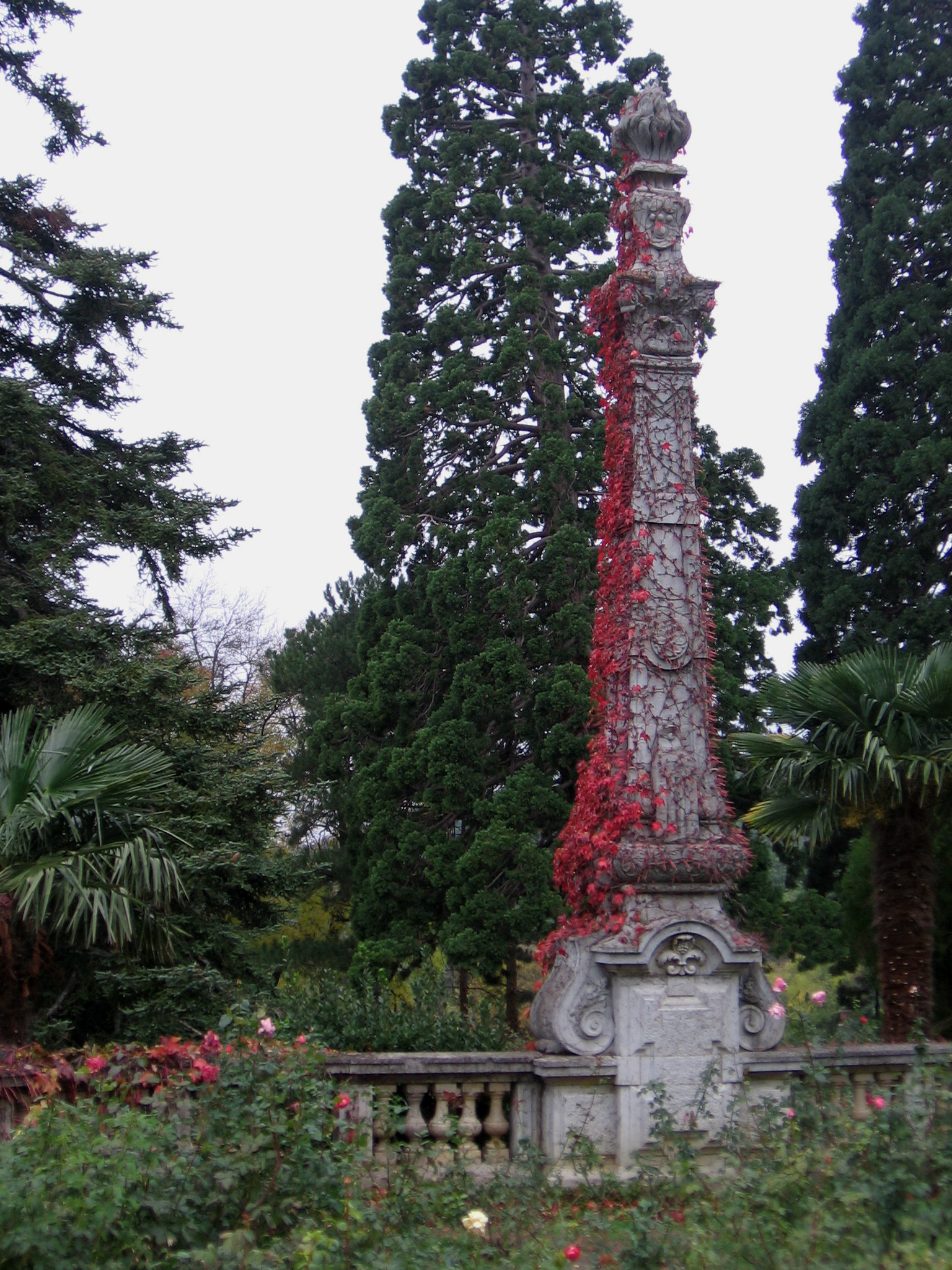
Parco del palazzo